# Ruisseau de la Bouteille
Ruisseau de la Bouteille är ett vattendrag i Kanada.   Det ligger i provinsen Québec, i den sydöstra delen av landet, 220 km nordost om huvudstaden Ottawa.
I omgivningarna runt Ruisseau de la Bouteille växer i huvudsak blandskog. Runt Ruisseau de la Bouteille är det mycket glesbefolkat, med 3 invånare per kvadratkilometer.